# Carex vesicata
Carex vesicata är en halvgräsart som beskrevs av Karl Friedrich Meinshausen. Carex vesicata ingår i släktet starrar, och familjen halvgräs. Inga underarter finns listade i Catalogue of Life.